# Königstetten
Königstetten je městys v Rakousku ve spolkové zemi Dolní Rakousy v okrese Tulln.

## Geografie

### Geografická poloha
Königstetten se nachází ve spolkové zemi Dolní Rakousy v regionu Mostviertel. Rozloha území městyse činí 13,14 km², z nichž 42,1 % je zalesněných.

### Části obce
Území městyse Königstetten se skládá pouze z jedné části.

### Sousední obce
- na severu: Muckendorf-Wipfing
- na východu: Zeiselmauer-Wolfpassing
- na jihu: Mauerbach
- na západu: Tulbing, Tulln an der Donau

## Politika

### Obecní zastupitelstvo
Obecní zastupitelstvo se skládá z 19 členů. Od komunálních voleb v roce 2015 zastávají následující strany tyto mandáty:
- 12 ÖVP
- 3 SPÖ
- 2 FPÖ
- 2 GRÜNE

### Starosta
Nynějším starostou městyse Königstetten je Roland Nagl ze strany ÖVP.

## Galerie

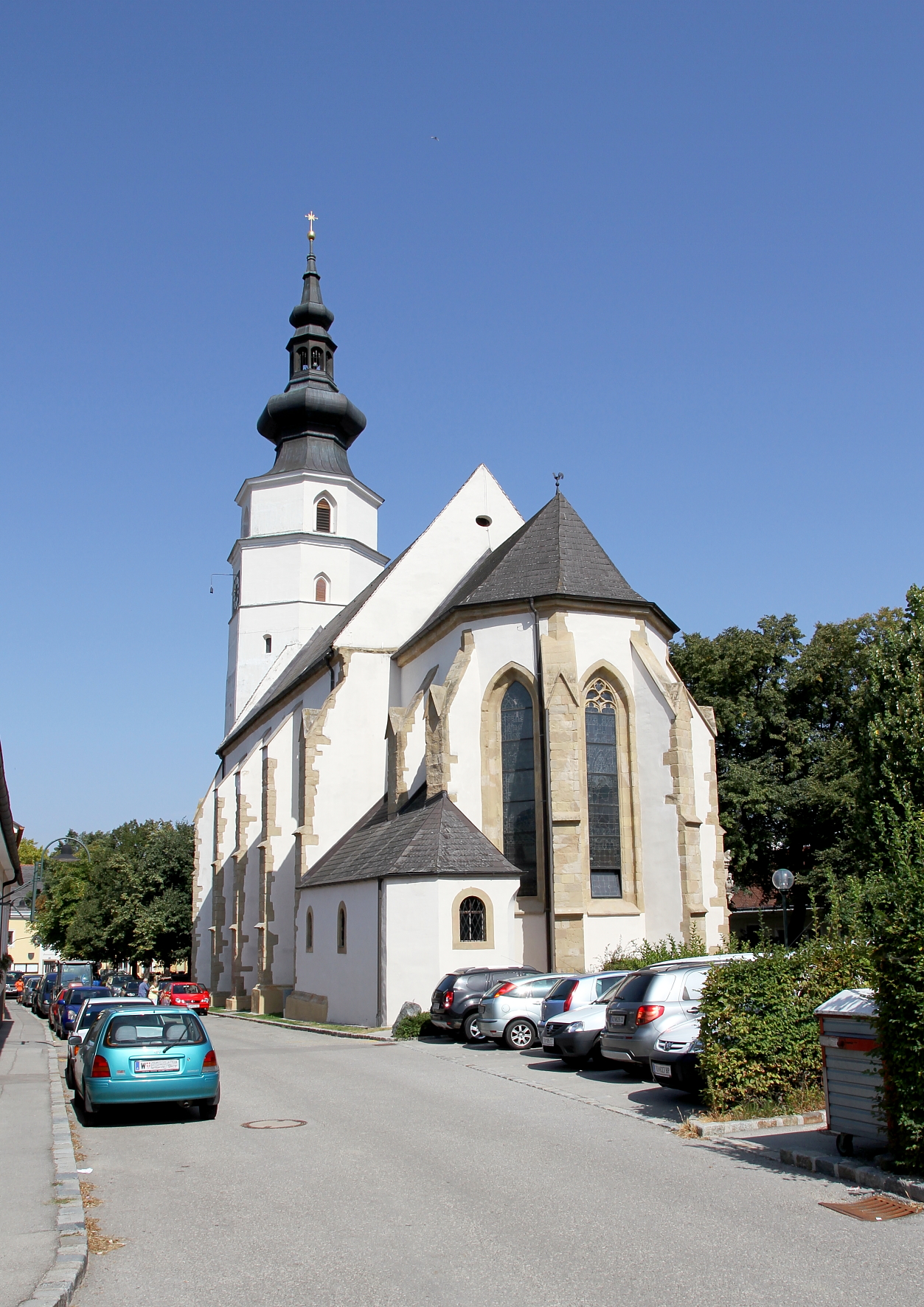
Farní kostel svatého Jakuba Staršího
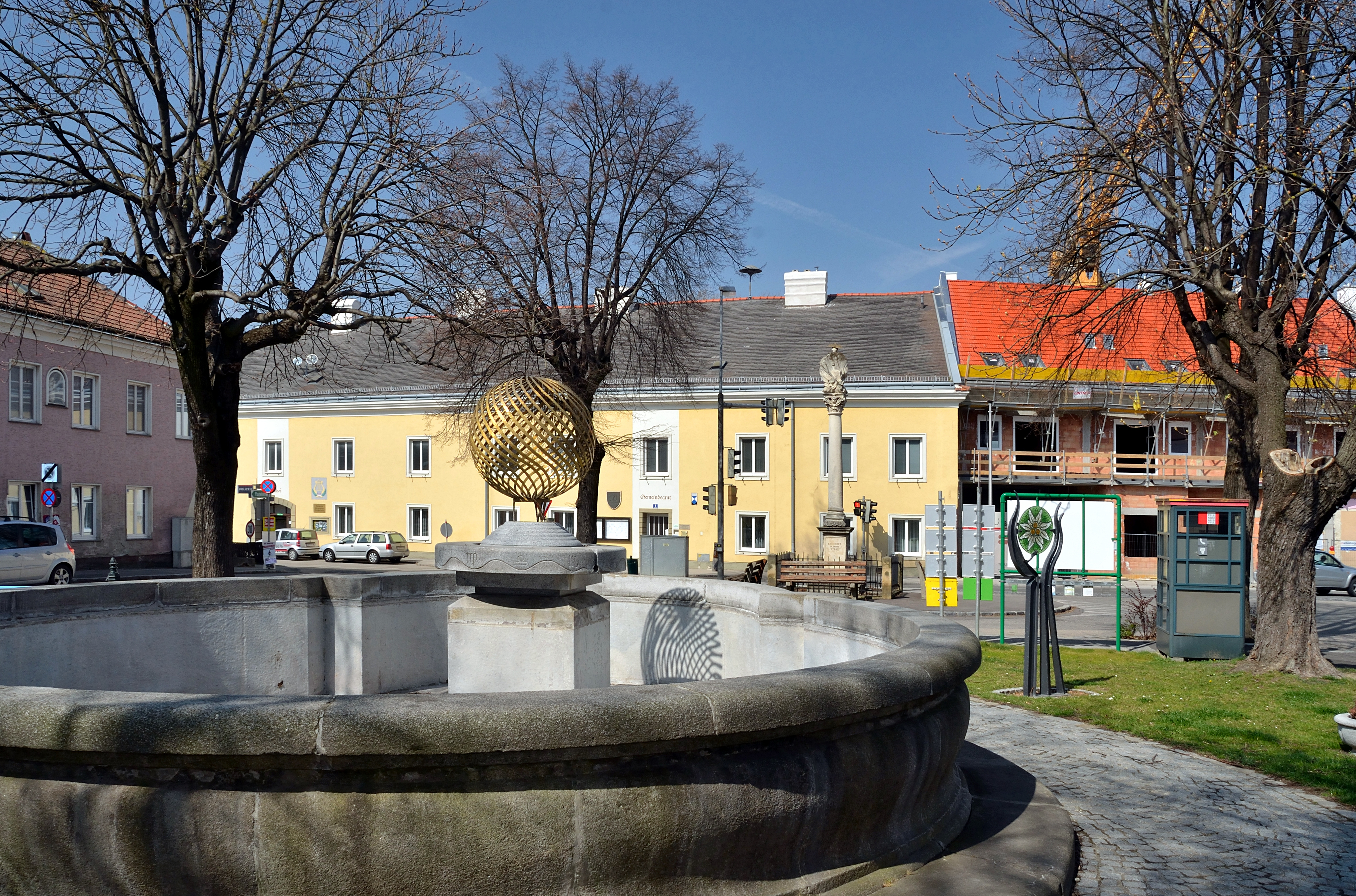
Kašna na náměstí
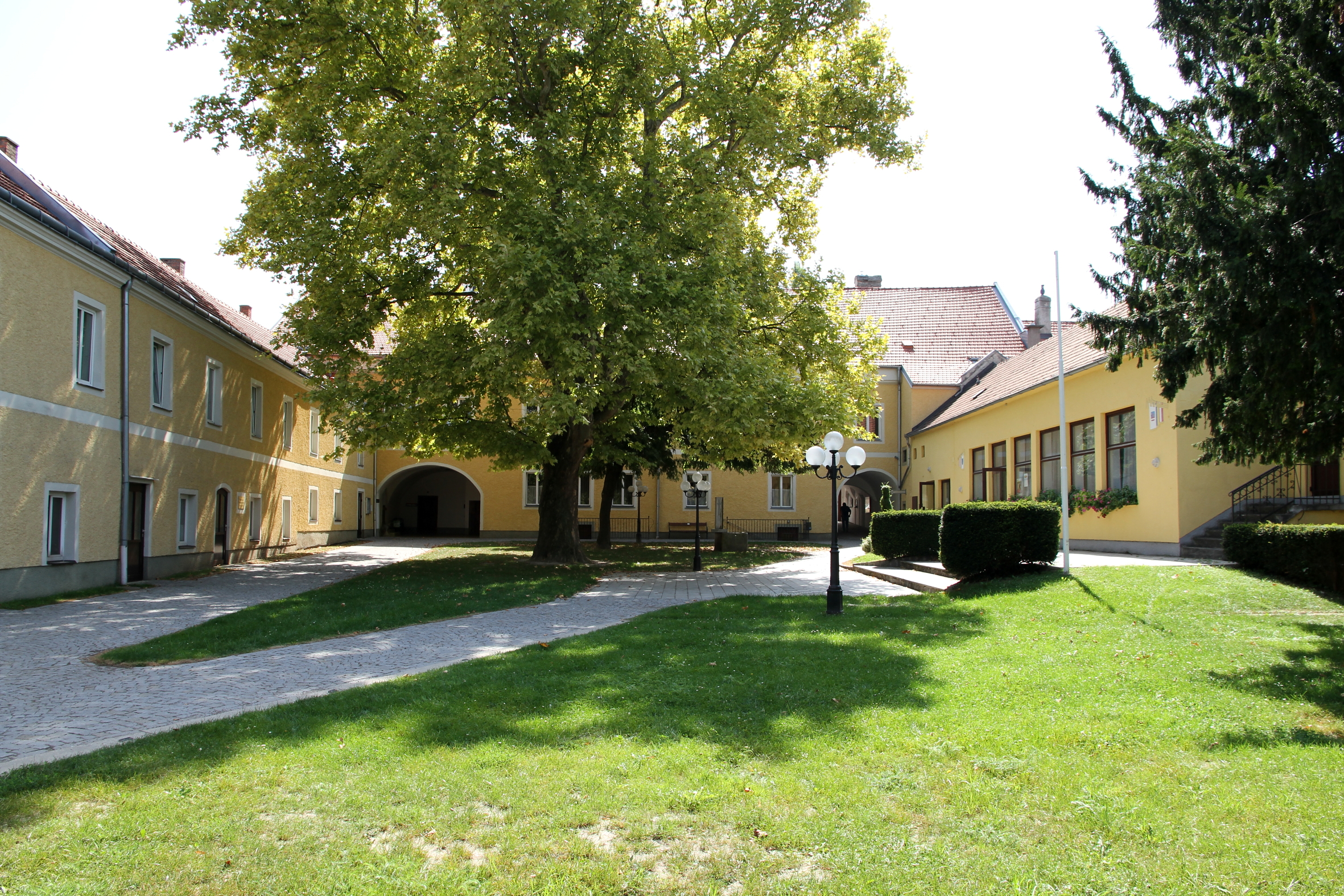
Zámek Königstetten
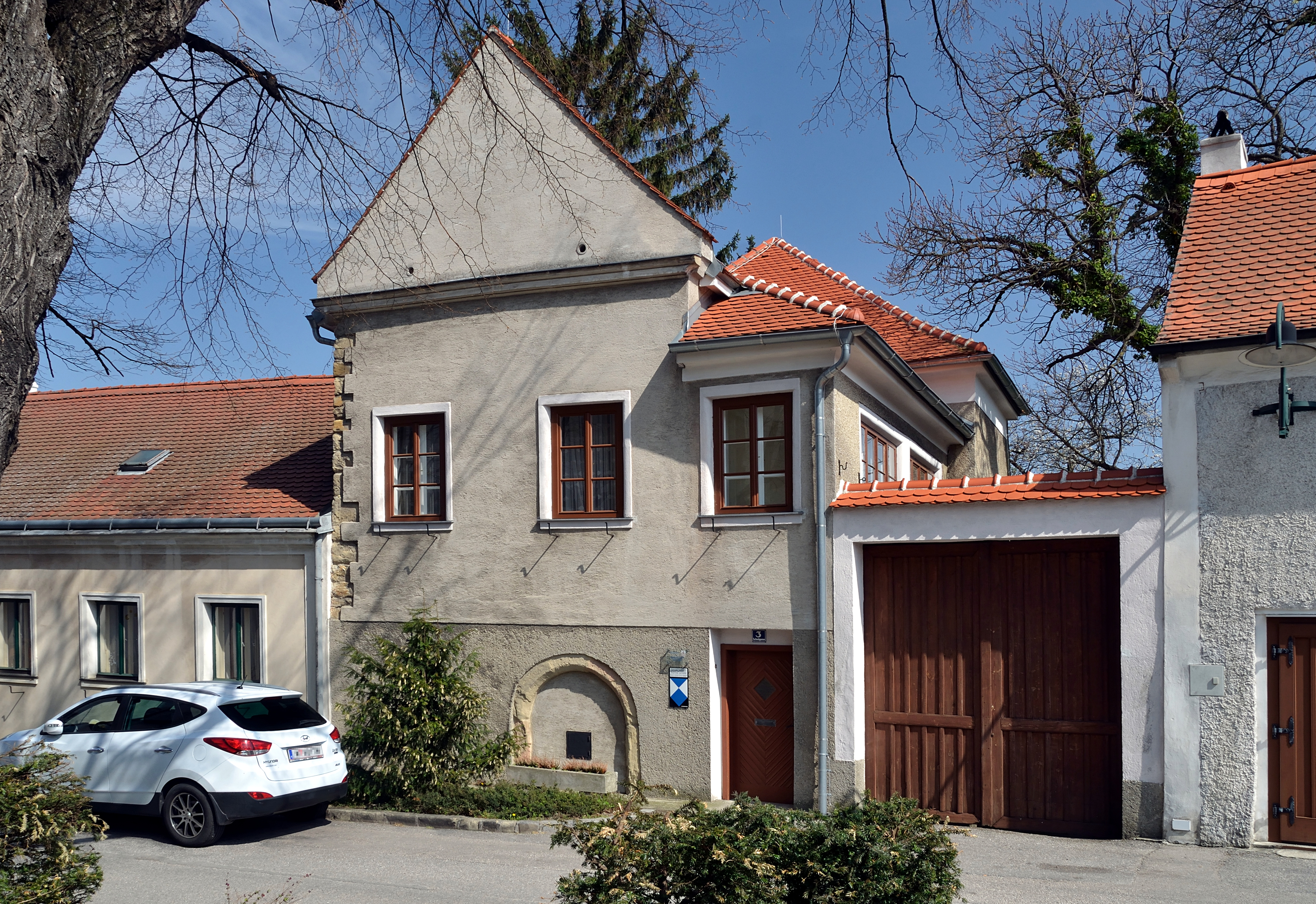
Fara
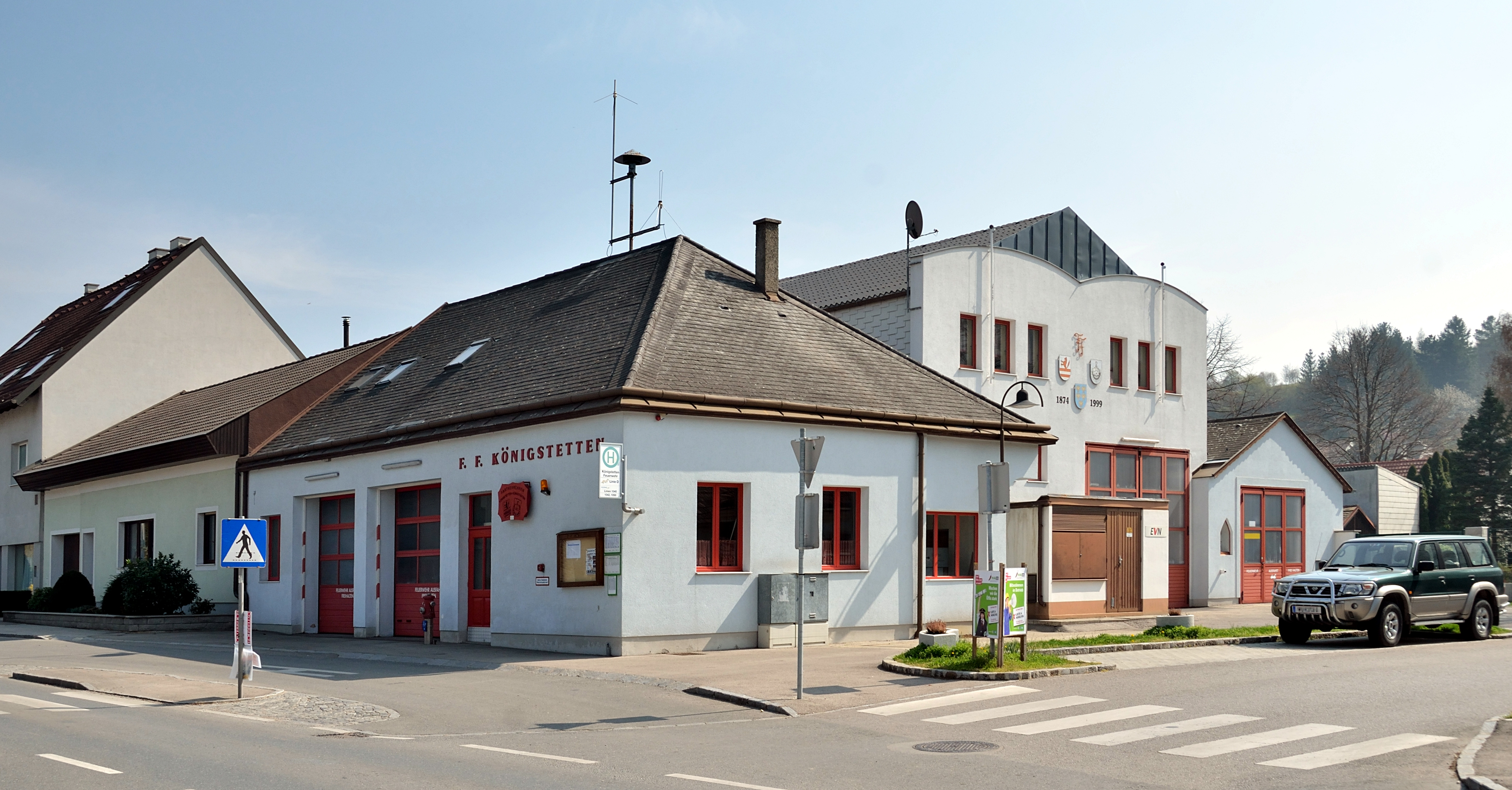
Hasičská zbrojnice